# Sun Bowl
El Sun Bowl o Tazón del Sol es un partido de fútbol americano universitario que se disputa entre equipos de la División I de la NCAA todos los años desde 1935. Se celebra, en la actualidad, en el Estadio Sun Bowl, ubicado en El Paso (Texas). 
Tiene la misma antigüedad que el Sugar Bowl y que el Orange Bowl, por lo que empata con estos dos en el segundo puesto de los bowls universitarios con más larga historia, sólo superados por el Rose Bowl, que es el más antiguo. 
Formó parte de la Bowl Coalition (1992-1994).

## Historia
En la misma línea que el resto de los Bowls que se disputan en el sur de los Estados Unidos, como celebración tradicional del cambio de año, el "Sun Bowl" es el partido de El Paso, Texas. Las tres primeras ediciones se celebraron en el estadio de El Paso High School. Posteriormente, se disputó en el estadio de la Universidad de Texas en El Paso (Kidd Field), hasta 1963, cuando se trasladó a su actual sede, el Estadio Sun Bowl.

## Palmarés
| Temporada | Ganador                               | Ganador                               | Oponente                              | Oponente                              |
| --------- | ------------------------------------- | ------------------------------------- | ------------------------------------- | ------------------------------------- |
| 1935      | El Paso All-Stars                     | 25                                    | Ranger (Texas)                        | 21                                    |
| 1936      | Hardin-Simmons                        | 14                                    | Nuevo México                          | 14                                    |
| 1937      | Hardin-Simmons                        | 34                                    | UTEP                                  | 6                                     |
| 1938      | Virginia Occidental                   | 7                                     | Tec. de Texas                         | 6                                     |
| 1939      | Utah                                  | 26                                    | Nuevo México                          | 0                                     |
| 1940      | Universidad Católica                  | 0                                     | Estatal de Arizona                    | 0                                     |
| 1941      | Case Western                          | 26                                    | Estatal de Arizona                    | 13                                    |
| 1942      | Tulsa                                 | 6                                     | Tec. de Texas                         | 0                                     |
| 1943      | Segunda Fuerza Aérea                  | 13                                    | Hardin-Simmons                        | 7                                     |
| 1944      | Southwestern                          | 7                                     | Nuevo México                          | 0                                     |
| 1945      | Southwestern                          | 35                                    | UNAM                                  | 0                                     |
| 1946      | Nuevo México                          | 34                                    | Denver                                | 24                                    |
| 1947      | Cincinnati                            | 18                                    | Tec. de Virginia                      | 6                                     |
| 1948      | Miami (Ohio)                          | 13                                    | Tec. de Texas                         | 12                                    |
| 1949      | Virginia Occidental                   | 21                                    | UTEP                                  | 12                                    |
| 1950      | UTEP                                  | 33                                    | Georgetown                            | 30                                    |
| 1951      | A&M de Texas Occidental               | 14                                    | Cincinnati                            | 13                                    |
| 1952      | Tec. de Texas                         | 25                                    | Pacífico                              | 14                                    |
| 1953      | Pacífico                              | 26                                    | Sur de Misisipi                       | 7                                     |
| 1954      | UTEP                                  | 37                                    | Sur de Misisipi                       | 14                                    |
| 1955      | UTEP                                  | 47                                    | Estatal de Florida                    | 20                                    |
| 1956      | Wyoming                               | 21                                    | Tec. de Texas                         | 14                                    |
| 1957      | George Washington                     | 13                                    | UTEP                                  | 0                                     |
| 1958      | Louisville                            | 34                                    | Drake                                 | 20                                    |
| 1958*     | Wyoming                               | 14                                    | Hardin-Simmons                        | 6                                     |
| 1959      | Estatal de Nuevo México               | 28                                    | Norte de Texas                        | 8                                     |
| 1960      | Estatal de Nuevo México               | 20                                    | Estatal de Utah                       | 13                                    |
| 1961      | Villanova                             | 17                                    | Estatal de Wichita                    | 9                                     |
| 1962      | A&M de Texas Occidental               | 15                                    | Ohio                                  | 14                                    |
| 1963      | Oregón                                | 21                                    | Metodista del Sur                     | 14                                    |
| 1964      | Georgia                               | 7                                     | Tec. de Texas                         | 0                                     |
| 1965      | UTEP                                  | 13                                    | Cristiana de Texas                    | 12                                    |
| 1966      | Wyoming                               | 28                                    | Estatal de Florida                    | 20                                    |
| 1967      | UTEP                                  | 14                                    | Misisipi                              | 7                                     |
| 1968      | Auburn                                | 34                                    | Arizona                               | 10                                    |
| 1969      | Nebraska                              | 45                                    | Georgia                               | 6                                     |
| 1970      | Tec. de Georgia                       | 17                                    | Tec. de Texas                         | 9                                     |
| 1971      | Estatal de Luisiana                   | 33                                    | Estatal de Iowa                       | 15                                    |
| 1972      | Carolina del Norte                    | 32                                    | Tec. de Texas                         | 28                                    |
| 1973      | Missouri                              | 34                                    | Auburn                                | 17                                    |
| 1974      | Estatal de Mississippi                | 26                                    | Carolina del Norte                    | 24                                    |
| 1975      | Pittsburgh                            | 33                                    | Kansas                                | 19                                    |
| 1976      | A&M de Texas                          | 37                                    | Florida                               | 14                                    |
| 1977      | Stanford                              | 24                                    | Estatal de Luisiana                   | 14                                    |
| 1978      | Texas                                 | 42                                    | Maryland                              | 0                                     |
| 1979      | Washington                            | 14                                    | Texas                                 | 7                                     |
| 1980      | Nebraska                              | 31                                    | Estatal de Misisipi                   | 17                                    |
| 1981      | Oklahoma                              | 40                                    | Houston                               | 14                                    |
| 1982      | Carolina del Norte                    | 26                                    | Texas                                 | 10                                    |
| 1983      | Alabama                               | 28                                    | Metodista del Sur                     | 7                                     |
| 1984      | Maryland                              | 28                                    | Tennessee                             | 27                                    |
| 1985      | Arizona                               | 13                                    | Georgia                               | 13                                    |
| 1986      | Alabama                               | 28                                    | Washington                            | 6                                     |
| 1987      | Estatal de Oklahoma                   | 35                                    | Virginia Occidental                   | 33                                    |
| 1988      | Alabama                               | 29                                    | Academia Militar                      | 28                                    |
| 1989      | Pittsburgh                            | 31                                    | A&M de Texas                          | 28                                    |
| 1990      | Estatal de Míchigan                   | 17                                    | Sur de California                     | 16                                    |
| 1991      | UCLA                                  | 6                                     | Illinois                              | 3                                     |
| 1992      | Baylor                                | 20                                    | Arizona                               | 15                                    |
| 1993      | Oklahoma                              | 41                                    | Tec. de Texas                         | 10                                    |
| 1994      | Texas                                 | 35                                    | Carolina del Norte                    | 31                                    |
| 1995      | Iowa                                  | 38                                    | Washington                            | 18                                    |
| 1996      | Stanford                              | 38                                    | Estatal de Míchigan                   | 0                                     |
| 1997      | Estatal de Arizona                    | 14                                    | Iowa                                  | 7                                     |
| 1998      | Cristiana de Texas                    | 28                                    | Sur de California                     | 19                                    |
| 1999      | Oregón                                | 24                                    | Minnesota                             | 20                                    |
| 2000      | Wisconsin                             | 21                                    | UCLA                                  | 20                                    |
| 2001      | Estatal de Washington                 | 33                                    | Purdue                                | 27                                    |
| 2002      | Purdue                                | 34                                    | Washington                            | 24                                    |
| 2003      | Minnesota                             | 31                                    | Oregón                                | 30                                    |
| 2004      | Estatal de Arizona                    | 27                                    | Purdue                                | 23                                    |
| 2005      | UCLA                                  | 50                                    | Northwestern                          | 38                                    |
| 2006      | Estatal de Oregón                     | 39                                    | Misuri                                | 38                                    |
| 2007      | Oregón                                | 56                                    | Sur de Florida                        | 21                                    |
| 2008      | Estatal de Oregón                     | 3                                     | Pittsburgh                            | 0                                     |
| 2009      | Oklahoma                              | 31                                    | Stanford                              | 27                                    |
| 2010      | Notre Dame                            | 33                                    | Miami                                 | 17                                    |
| 2011      | Utah                                  | 30                                    | Tec. de Georgia                       | 27 (TS)                               |
| 2012      | Tec. de Georgia                       | 21                                    | Sur de California                     | 7                                     |
| 2013      | UCLA                                  | 42                                    | Virginia Tech                         | 12                                    |
| 2014      | Estatal de Arizona                    | 36                                    | Duke                                  | 31                                    |
| 2015      | Washington State                      | 20                                    | Miami (Florida)                       | 14                                    |
| 2016      | No. 16 Stanford                       | 25                                    | North Carolina                        | 23                                    |
| 2017      | NC State                              | 52                                    | Arizona State                         | 31                                    |
| 2018      | Stanford                              | 14                                    | Pittsburgh                            | 13                                    |
| 2019      | Arizona State                         | 20                                    | Florida State                         | 14                                    |
| 2020      | Cancelado por la pandemia de Covid-19 | Cancelado por la pandemia de Covid-19 | Cancelado por la pandemia de Covid-19 | Cancelado por la pandemia de Covid-19 |
| 2021      | Central Michigan                      | 24                                    | Washington State                      | 21                                    |

*Hasta 1958 se jugaba el primer día del nuevo año, sin embargo, a partir de ese año se empezó a jugar el día de fin de año, por lo que en la temporada 1958 hubo dos partidos: el 31 de diciembre de 1958 y el 1 de enero de 1959.

## Apariciones

### Por Equipo
| #   | Equipo           | Apariciones | Récord |
| --- | ---------------- | ----------- | ------ |
| 1   | Texas Tech       | 9           | 1–8    |
| 2   | UTEP             | 8           | 5–3    |
| 3   | Arizona State    | 7           | 4–2–1  |
| T4  | Stanford         | 5           | 4–1    |
| T4  | North Carolina   | 5           | 2–3    |
| T6  | Oregon           | 4           | 3–1    |
| T6  | UCLA             | 4           | 3–1    |
| T6  | Pittsburgh       | 4           | 2–2    |
| T6  | Texas            | 4           | 2–2    |
| T6  | Hardin–Simmons   | 4           | 1–2–1  |
| T6  | Washington       | 4           | 1–3    |
| T12 | Alabama          | 3           | 3–0    |
| T12 | Oklahoma         | 3           | 3–0    |
| T12 | Wyoming          | 3           | 3–0    |
| T12 | New Mexico State | 3           | 2–0–1  |
| T12 | Georgia Tech     | 3           | 2–1    |
| T12 | Washington State | 3           | 2–1    |
| T12 | West Virginia    | 3           | 2–1    |
| T12 | Georgia          | 3           | 1–1–1  |
| T12 | New Mexico       | 3           | 1–2    |
| T12 | Purdue           | 3           | 1–2    |
| T12 | Arizona          | 3           | 0–2–1  |
| T12 | Florida State    | 3           | 0–3    |
| T12 | USC              | 3           | 0–3    |

| #   | Equipo                  | Apariciones | Récord |
| --- | ----------------------- | ----------- | ------ |
| T25 | Nebraska                | 2           | 2–0    |
| T25 | Oregon State            | 2           | 2–0    |
| T25 | Southwestern            | 2           | 2–0    |
| T25 | Utah                    | 2           | 2–0    |
| T25 | West Texas State        | 2           | 2–0    |
| T25 | Auburn                  | 2           | 1–1    |
| T25 | Cincinnati              | 2           | 1–1    |
| T25 | Equipos de Preparatoria | 2           | 1–1    |
| T25 | Iowa                    | 2           | 1–1    |
| T25 | LSU                     | 2           | 1–1    |
| T25 | Maryland                | 2           | 1–1    |
| T25 | Michigan State          | 2           | 1–1    |
| T25 | Minnesota               | 2           | 1–1    |
| T25 | Mississippi State       | 2           | 1–1    |
| T25 | Missouri                | 2           | 1–1    |
| T25 | Pacific                 | 2           | 1–1    |
| T25 | TCU                     | 2           | 1–1    |
| T25 | Texas A&M               | 2           | 1–1    |
| T25 | Miami (Florida)         | 2           | 0–2    |
| T25 | Mississippi Southern    | 2           | 0–2    |
| T25 | SMU                     | 2           | 0–2    |
| T25 | Virginia Tech           | 2           | 0–2    |

Equipos con una sola aparición
- Ganaron (13): Baylor, Central Michigan, George Washington, Louisville, Miami (Ohio), NC State, Notre Dame, Oklahoma State, Second Air Force, Tulsa, Villanova, Western Reserve, Wisconsin
- Perdieron (19): Army, Denver, Drake, Duke, Florida, Georgetown, Houston, Illinois, Iowa State, Kansas, North Texas State, Northwestern, Ohio, Ole Miss, South Florida, Tennessee, UNAM, Utah State, Wichita
- Empataron (1): Catholic

Notas
- El récord de UTEP incluye apariciones como Texas Mines y Texas Western.
- El récord de New Mexico State incluye apariciones cuando era New Mexico A&M.
- California y Colorado han sido los únicos miembros actuales del Pac-12 que nunca han jugado el Sun Bowl.
- Northern Arizona (actualmente en la FCS) es el único miembro de la desaparecida Border Conference que nunca jugó el Sun Bowl.